# جول أمشعيب (مودية)

تعديل مصدري - تعديل

جول أمشعيب هي إحدى قرى عزلة مودية بمديرية مودية التابعة لمحافظة أبين، بلغ تعداد سكانها 199 نسمة حسب تعداد اليمن لعام 2004.